# Livia De Clercq
Livia De Clercq (Gent, 3 juni 1982) is een Belgische sprintster, verspringer en paralympisch atleet.
De Clercq heeft België vertegenwoordigd op de paralympische zomerspelen in Rio in het verspringen en de 100 sprint.

## Palmares
- 2016: Paralympische Zomerspelen in Rio, verspringen, 9de
- 2016: Paralympische Zomerspelen in Rio, 100m, 11de
- 2015: Wereldkampioenschap in Doha, verspringen, 7de
- 2015: Europees Kampioenschap in Grosseto, verspringen, 4de
- 2015: Europees Kampioenschap in Grosseto, 100m, 6de